# الاکاپان
الاکاپان، ساگایان (به لاتین: Allacapan, Cagayan) یک سکونتگاه مسکونی در فیلیپین است که در کاگایان واقع شده‌است.

## خصوصیات
الاکاپان ۳۰۶٫۸۰ کیلومترمربع مساحت و ۳۱٬۶۶۲ نفر جمعیت دارد.